# Hoadley (Alberta)
Hoadley est un hameau situé dans la province d'Alberta, dans le comté de Ponoka.